# Bucharest Titans
I Bucharest Titans sono una squadra di football americano, di Bucarest, in Romania, fondata nel 2014.

## Dettaglio stagioni

### Amichevoli
| Stagione | Vin | Par | Per | Tot | PF  | PS  | avversaria                                       |
| -------- | --- | --- | --- | --- | --- | --- | ------------------------------------------------ |
| 2018     | 1   | 0   | 0   | 1   | 46  | 6   | Baia Mare Miners                                 |
| 2019     | 1   | 0   | 0   | 1   | 32  | 20  | Giurgiu Gladiators                               |
| 2020     | 1   | 0   | 0   | 1   | 20  | 0   | Sofia Knights                                    |
| 2021     | 0   | 0   | 4   | 4   | 30  | 110 | Bucharest Rebels, Timișoara 89ers, Sofia Knights |
| Totale   | 3   | 0   | 4   | 7   | 128 | 136 |                                                  |

### Tornei nazionali

#### Campionato

##### CNFA
| Stagione | regular season | regular season | regular season | regular season | regular season | regular season | playoff | playoff | playoff | playoff | playoff | playoff   | playoff    |
|          | Vin            | Par            | Per            | Tot            | PF             | PS             | Vin     | Per     | Tot     | PF      | PS      | risultato | avversaria |
| -------- | -------------- | -------------- | -------------- | -------------- | -------------- | -------------- | ------- | ------- | ------- | ------- | ------- | --------- | ---------- |
| 2021     | 0              | 0              | 5              | 5              | 12             | 252            | -       | -       | -       | -       | -       | -         | -          |
| 2022     | 0              | 0              | 5              | 5              | 54             | 202            | -       | -       | -       | -       | -       | -         | -          |
| Totale   | 0              | 0              | 10             | 10             | 66             | 454            | -       | -       | -       | -       | -       |           |            |

Fonti: Enciclopedia del Football - A cura di Roberto Mezzetti